# Dona amb mandolina
Dona amb mandolina (Femme à la mandoline) és un oli sobre tela de 47 × 40 cm realitzat per Henri Matisse vers els anys 1921-1922 i dipositat al Museu de l'Orangerie de París.

## Context històric
A partir de la tardor del 1921, Matisse ocupà un apartament, amb dos estudis, de la plaça Charles-Félix, a la part antiga de Niça, les finestres del qual donaven sobre les galeries baixes de les Ponchettes i el moll dels Estats Units. És en aquesta època quan escriu al pintor Charles Camoin: "Ah, Niça és un lloc bonic! Quina llum afable i suau malgrat la seva brillantor!" Dona amb mandolina és una obra típica d'aquest període de Matisse a Niça i de la llum suau que ell esmentà.
Aquesta obra pot ésser datada cap al 1921-1922, ja que fou comprada a l'artista per la galeria Bernheim-Jeune el gener del 1923.

## Descripció
Aquest quadre, amb el tema del model sostenint un instrument musical, està construït seguint una composició estudiada, que dona lloc a un discret joc de correspondències i ecos: una dona jove amb una petita mandolina a la mà esquerra i el seu reflex sobre els vidres de la finestra, el motiu de la brusa i els del paper pintat; el groc esmorteït de la brusa i de l'esplandit de la finestra, el groc pàl·lid del cel; el rosa apagat de les Ponchettes i del marc de la finestra, i els reflexos rosats de l'ampit. La finestra és un tema recurrent en l'obra de Matisse, ja que li permet obrir l'espai de la pintura o introduir un quadre dins del quadre. De la mateixa manera, els instruments musicals es troben en moltes de les obres d'aquest pintor, en particular durant el període de la seua estada a Niça quan la música va tenir un paper important en la vida quotidiana del pintor.